# 包満線
包満線（ほうまんせん、中文表記: 包满铁路、英文表記: Baotou–Mandula Railway）は中華人民共和国内モンゴル自治区包頭市を中心とする鉄道路線で、一部はバヤンノール市にある、全262kmの鉄道である。主にバヤンオボー鉱区の鉱石資源およびモンゴルからの輸入石炭を運搬する貨物線である。包蘭線と接続し、包頭鋼鉄の工場線と直結する。包満線のうち、包頭西駅～バヤンオボー駅の区間は、包白線とも呼ばれる。包白線の区間では、旅客も扱う。

## 概要
1956年3月にバヤンオボー駅までの159km（19駅）までの建設工事が開始され、1958年11月に開通した（包白線）。
その後、白雲南駅から巴音花駅の84.88km（6駅）が2009年3月に着工し、2010年12月に開通した。
さらに、巴音花駅から満都拉駅の26.5km（2駅）が2016年6月に着工、2020年8月に完成し、2022年4月28日にモンゴルから輸入石炭を積んだコンテナ列車が運行を開始した。
2022年11月25日、モンゴルのズーンバヤン・ハンギ間を結ぶ鉄道が開通し、包満線と接続された。